# Salute globale

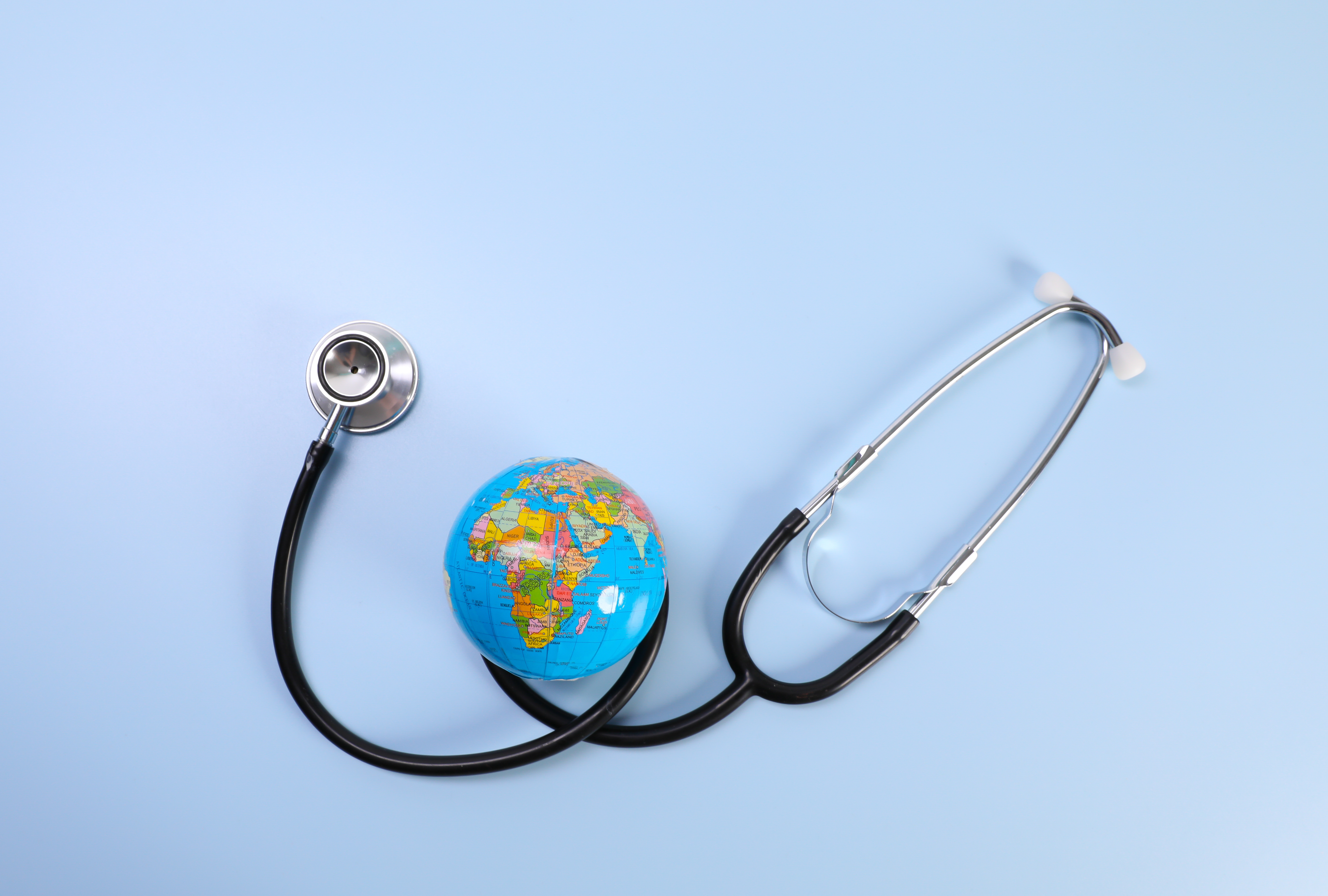

La salute globale è l'area di studio, ricerca e pratica che riconosce come priorità il miglioramento della salute e il raggiungimento dell'equità nella salute - e quindi livelli di benessere più alti, diffusi e radicati - per tutte le persone del mondo.

## Definizione
Con il termine salute globale, ci si riferisce alla salute, non come alla semplice assenza di malattia o infermità, ma come a una condizione di completo benessere fisico, mentale, affettivo e sociale, secondo le indicazioni dell'Organizzazione Mondiale della Sanità già dal 1948. La prospettiva della salute globale comprende aspetti fisici, biologici, psicologici, medici, neurologici, pedagogici, didattici, sociali, spirituali e ambientali.

## Aree di azione e interesse
La salute globale si concentra sulla prevenzione, sulla ricerca scientifica e sull'innovazione, per lo sviluppo di nuove soluzioni alle emergenze globali. Insieme alla ricerca, un pilastro fondamentale della salute globale è l'educazione alle competenze trasversali e a stili di vita sani e sostenibili, come fattori preventivi e protettivi della salute dell'essere umano, delle comunità e del pianeta. La salute globale riconosce l'interconnessione profonda nella salute delle persone, gruppi, popolazioni e specie, fino ad abbracciare la dimensione dell'intero ecosistema. Favorisce l'interdisciplinarità e l'integrazione operativa dei saperi, conoscenze e metodologie delle varie scienze naturali e umane. Intreccia competenze neurologiche, mediche, epidemiologiche, psicologiche, pedagogiche, economiche, sociologiche e ambientali.
Come salute delle popolazioni nel mondo, la salute globale valorizza la collaborazione internazionale, sia accademica sia pubblica e privata, per rispondere alle sfide globali del contrasto alle disuguaglianze, ai conflitti, alle grandi emergenze migratorie ed educative, all'urbanizzazione e al cambiamento climatico. Come salute della persona nel mondo, la salute globale considera il benessere dell'individuo in tutte le fasi della vita, approfondendo come temi di ricerca e operatività il benessere della famiglia, infanzia, adolescenza, età adulta e anziana. Particolare attenzione è data al ruolo preventivo della nutrizione, movimento fisico, alfabetizzazione emotiva e affettiva, responsabilità, consapevolezza e uso coscienzioso delle nuove tecnologie, per uno sviluppo equo e sostenibile.